# Croix du combattant volontaire 1914-1918
La croix du combattant volontaire 1914-1918 est une décoration française qui récompense ceux qui ont été volontaires pour servir au front dans une unité combattante durant la première Guerre mondiale.

## Histoire
Lors de la création de la Médaille commémorative de la guerre 1914-1918, il avait été prévu que les engagés volontaires porteraient une agrafe particulière en bronze avec la mention « Engagé Volontaire ». Cette agrafe n'eut pas une vie bien longue, car le parlement demanda l'institution d'un insigne spécial destiné à distinguer les mérites de cette catégorie de combattant.
La loi du 4 juillet 1935 créa la croix du combattant volontaire, destinée aux engagés volontaires de la grande guerre qui ont été volontaires pour servir au front dans une unité combattante.

## Décoration
Croix à quatre branches en bronze, du module de 36 mm.
Sur l'avers: un médaillon central rond, avec la légende « REPUBLIQUE FRANCAISE » entourant :
- l'effigie d'un Poilu casqué, repose sur une épée dressée verticalement sur les branches
- de la croix qui sont chargées de feuilles de laurier et de chêne formant relief.

Sur le revers: à l'intérieur du médaillon central, une branche de laurier est entourée par l'inscription « COMBATTANT VOLONTAIRE 1914-1918 ».
Les branches de la croix sont chargées de feuilles de laurier et de chêne formant relief.
Un modèle spécial fut réalisé pour les combattants volontaires de la guerre de 1870-1871 avec les dates « 1870-1871 », remplaçant sur le revers celles de « 1914-1918 ».

## Attribution
Les conditions requises pour l'obtention de la croix furent définies par le décret du 28 novembre 1935.
Les titres des candidats ont été examinés par une commission composée, à partir de 1951, de douze membres répartis comme suit :
- Ministère de la Défense nationale : le président ;
- Secrétariat d'État à la guerre : deux membres ;
- Secrétariat d'État à la marine : deux membres ;
- Secrétariat d'État à l'air : deux membres ;
- Office national des mutilés et combattants : deux membres ;
- Association d'engagés et de combattants volontaires : trois membres.

Le décret du 10 avril 1936 en étendit l'attribution aux rares combattants volontaires survivants de la guerre franco-prussienne de 1870.
La croix du combattant volontaire de la guerre 1914-1918 est considérée comme un titre de guerre lors de l'examen des dossiers de candidature à un grade dans la légion d'honneur, la médaille militaire ou l'ordre national du Mérite.